# Alphabet Inc.
Alphabet Inc. er et amerikansk multinationalt IT-konglomerat baseret i Mountain View i Californien. Selskabet blev etableret gennem en omstrukturering af Google den 2. oktober 2015, og blev ved omstruktureringen holdingselskab for Google og en række andre tidligere Google-datterselskaber (YouTube, Chrome, Android m.fl.). De to stiftere af Google, Larry Page og Sergey Brin, forblev de kontrollerende aktionærer, bestyrelsesmedlemmer og ansatte i Alphabet.
Alphabet er verdens fjerdestørste IT-virksomhed målt på omsætning og et af verdens største selskaber målt på børsværdi.